# Tatianaïta
La tatianaïta o tatyanaïta és un mineral de la classe dels elements natius. Nomenat així en honor de Tatiana Lvovna Ievstignéieva (1945). L'Institut de Geologia de Dipòsits Metàl·lics, Petrografia, Mineralogia i Geoquímica de l'Acadèmia Russa de Ciències (Moscou), l'anomenà així, en reconeixement del seu treball en l'estudi dels minerals del grup del platí i altres minerals del complex de Norilsk.

## Classificació
La tatianaïta es troba classificada en el grup 1.AG.15 segons la classificació de Nickel-Strunz (1 per a Elements; A per a Metalls i aliatges intermetàl·lics i G per a Aliatges metàl·lics PGE; el nombre 15 correspon a la posició del mineral dins del grup). En la classificació de Dana el mineral es troba al grup 1.2.10.2 (1 per a Elements natius i aliatges i 2 per a Metalls del grup del platí i aliatges; 10 i 2 corresponen a la posició del mineral dins del grup).

## Característiques
La tatianaïta és un mineral de fórmula química (Pt,Pd,Cu)9Cu₃Sn₄. Cristal·litza en el sistema ortoròmbic. La seva duresa a l'escala de Mohs és 3,5 a 4. Forma una sèrie amb la Taimirita-I.

## Formació i jaciments
S'ha descrit a l'Àsia i a l'Àfrica.